# Club Helena
El Club Helena és una associació cultural creada l'any 1933 i constituïda oficialment l’any 1935 a Barcelona, figura inscrita en el Registre d'Associacions amb el número 75 de la secció 1ª del Registre de Barcelona.
El "Club Helena” és l’associació que regula les activitats amateurs del grup de teatre "Helena Teatre" i el grup de sarsuela "Amics de la Sarsuela de Gràcia".
Actualmet, ambdós grups, assajen i representen les seves produccions teatrals i líriques a l'auditori del Col·legi Sant Josep, propietat de les Germanes Carmelites.

### Història del Club Helena
El Club Helena és una associació cultural sense ànim de lucre de Barcelona constituïda legalment l’any 1935 però fundada dos anys abans –al 1933– per uns quants socis del "Grup Artístic Arnús Garí", una societat d’esbarjo sota la protecció de l’empresa financera “Sociedad Arnús-Garí”.
La primera seu social de l’associació, que en aquells primers anys s'anomenava Helena Club, estava al carrer Girona, 176, i s'hi va mantenir fins al final de la guerra civil espanyola al 1939; quan les lògiques dificultats socials i econòmiques derivades del període bèl·lic van obligar a l’associació a buscar una nova seu per a les seves activitats.
És en aquell moment, que l’associació inverteix els termes i es passa a denominar Club Helena, coincidint amb l’acord d’arrendament que arriben amb el Sr. D.Lluís Masriera, celebrat artista, pintor i decorador barceloní, pel lloguer del Teatre Studium, situat al singular edifici projectat i construït per l’arquitecte Josep Vilaseca al carrer Bailèn, 72.
Aquesta nova ubicació comptava amb un magnífic teatre, que s'ha conservat fins als nostres dies, on el Sr. Lluís Masriera hi havia fundat la companyia “Belluguet” i s'havia convertit en un el mecenes i impulsor del teatre amateur més rellevant d’Europa.
A part del preciós teatre, l’edifici comptava amb unes dependències molt completes i adequades a l’activitat cultural i recreativa del club, que van permetre el primer impuls al creixement de l’entitat.
El Club Helena va esdevenir una associació molt cobejada per les institucions del país i es va convertir en el lloc on l’alta societat del moment volia estar. És en aquest període, que al Teatre Studium s'hi van celebrar vistoses i importants vetllades teatrals, recitals i concerts, així com festes i esdeveniments. En aquells temps en podem destacar l’organització d’un cicle de conferències a càrrec de diferents persones representatives de l’època, com per exemple l’historiador de l’art D. Luís Monreal y Tejada, l’escriptor i dramaturg D. Valentí Moragas i Roger, l’actor Enric Borràs i Oriol i el polític i crític teatral D. Josep Maria Junyent i Quintana. Conferències organitzades pel mateix Lluís Masriera , que també en feia d’amfitrió.
Malgrat tot, l’eix principal i la raó de ser del Club Helena ha estat sempre la difusió i expressió de les diferents arts escèniques, en especial el teatre de text, el musical i el líric.
L’any 1950, el senyor Lluís Masriera comunica al Club Helena la seva intenció de vendre l’edifici i ens proposa el trasllat a un edifici propietat de seu fill Joan, al carrer de Sèneca,22, el que avui en dia és el Jove Teatre Regina, on hi estarem des de l’octubre de 1951 fins al 1957 quan, de nou, els propietaris decideixen posar-l’edifici a la venda.
Tot i que en aquest període el Club Helena experimenta un gran creixement en número de socis i ha diversificat les seves activitats, l’associació no pot afrontar la compra de l’edifici i troba una alternativa al carrer Ros de Olano, número 6, on hi ha una finca que havia sigut propietat de D. Valentí Almirall on hi construirà un nou teatre i la seva nova seu.
La nova seu al carrer Ros de Olano va ser inaugurada el 22 d'octubre de 1961 i representarà el gran salt endavant de l’entitat: des de la seva inauguració, el club aconsegueix un gran èxit en número d’associats, el reconeixement artístic a tot Catalunya de la qualitat de les seves produccions i l’estabilitat econòmica necessària per poder comprar la seva seu a l’any 1984.
Va ser a la dècada dels anys 70 quan el Club, sota la presidència del Sr. Francesc Roura i Mulet, va gaudir de la seva època més daurada i els moments més significatius, ampliant moltíssim el ventall d’activitats que s'hi oferien: A més de les representacions teatrals, s'hi feien projeccions de cinema, sarsueles, excursions, activitats infantils, celebracions socials, balls, i fins i tot un lucratiu bingo...
D’aquella època es recorden els espectaculars muntatges teatrals d’un repertori que anava des dels clàssics universals fins als dels dramaturgs més avantguardistes, passant pels dels nostres clàssics catalans i que van gaudir d’unes posades en escena mai vistes fins aleshores en l’àmbit del teatre amateur.
Als anys 90, el Club Helena està absolutament consolidat. A més del teatre, compta amb un grup estable de Sarsuela, un Esbart Dansaire i un Club d’Escacs. L’època de les festes i el bingo ja ha passat i s'afronta una necessària renovació i canvi generacional en les estructures de l’associació.
Tot va bé fins a l’any 2003 quan l’Ajuntament de Barcelona decideix no renovar la llicència d’activitat de l’associació, adduint deficiències estructurals en la seguretat de les instal·lacions (insonorització, sortides de emergència, etc.), i el Club Helena es veu obligat a tancar les portes al maig de 2004.
En aquell moment, les seccions de l’Esbart i el Club d’escacs decideixen incorporar-se a altres entitats de la ciutat per garantir la seva continuïtat.
Des d’aleshores, i fins avui, tot i la deixadesa de les institucions que no van tenir cap mirament ni interès per ajudar a una associació de més de 75 d’anys d’història, el Club Helena ha mantingut la seva activitat al voltant de les Arts Escèniques, dedicant-se íntegrament al teatre de text i musical , així com al teatre líric.
Des de l’any 2012, després de haver passat uns anys representant teatre i sarsuela als teatres i instal·lacions d'altres entitats, disposem d’un conveni amb la Congregació de Carmelites Missioneres pel qual ens arrenden l’ús de l’Auditori del Col·legi Sant Josep, al carrer del Montseny, 39, del barri de Gràcia.